# Choi Hyeong-muk
Choi Hyeong-muk (ur. 22 lutego 1992) – południowokoreański zapaśnik w stylu klasycznym. Brązowy medalista igrzysk wojskowych w 2015. Ósmy na Uniwersjadzie w 2013, jako zawodnik Korea National Sport University w Seulu. Trzeci na mistrzostwach Azji juniorów w 2012 roku.